# Liste der Biografien/Brif
Liste der Biografien |
Portal Biografien |
Personensuche
# |
A |
B |
C |
D |
E |
F |
G |
H |
I |
J |
K |
L |
M |
N |
O |
P |
Q |
R |
S |
T |
U |
V |
W |
X |
Y |
Z |
?
 
Ba |
Be |
Bd |
Bg |
Bh |
Bi |
Bj |
Bl |
Bm |
Bn |
Bo |
Br |
Bs |
Bu |
Bw |
By |
Bz
 
Bra |
Brc |
Brd |
Bre |
Brg |
Bri |
Brj |
Brk |
Brl |
Brn |
Bro |
Brp–Brt |
Bru |
Brv |
Bry |
Brz
 
Bria |
Brib |
Bric |
Brid |
Brie |
Brif |
Brig |
Brij |
Brik |
Bril |
Brim |
Brin |
Brio |
Briq |
Brir |
Bris |
Brit |
Briv |
Briw |
Brix |
Briz
Die Liste der Biografien führt alle Personen auf, die in der deutschsprachigen Wikipedia einen Artikel haben. Dieses ist eine Teilliste mit 7 Einträgen von Personen, deren Namen mit den Buchstaben „Brif“ beginnt.

## Brif

### Brifa
- Brifaut, Charles (1781–1857), französischer Schriftsteller und Mitglied der Académie française

### Briff
- Briffa, Roderick (* 1981), maltesischer Fußballspieler
- Briffa, Rużar (1906–1963), maltesischer Arzt und Lyriker
- Briffard, Éric (* 1961), französischer Koch
- Briffault, Robert (1876–1948), britischer Chirurg
- Briffod, Adrien (* 1994), Schweizer Duathlet und TriathletAdrien Briffod (* 1994)

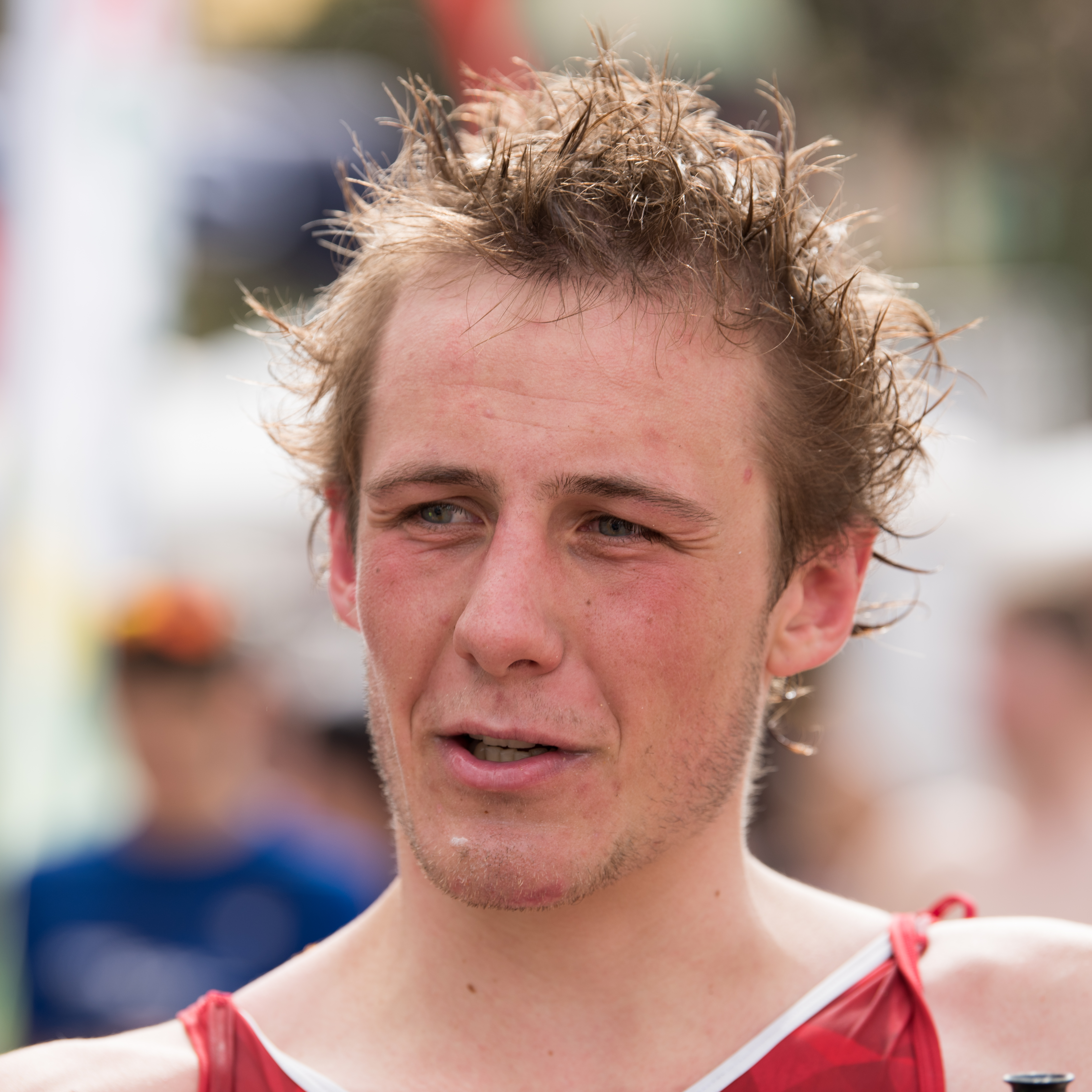
Adrien Briffod (* 1994)

- Briffod, Henri (1913–1987), französischer Politiker (SFIO), Mitglied der Nationalversammlung